# Ron Santa Teresa

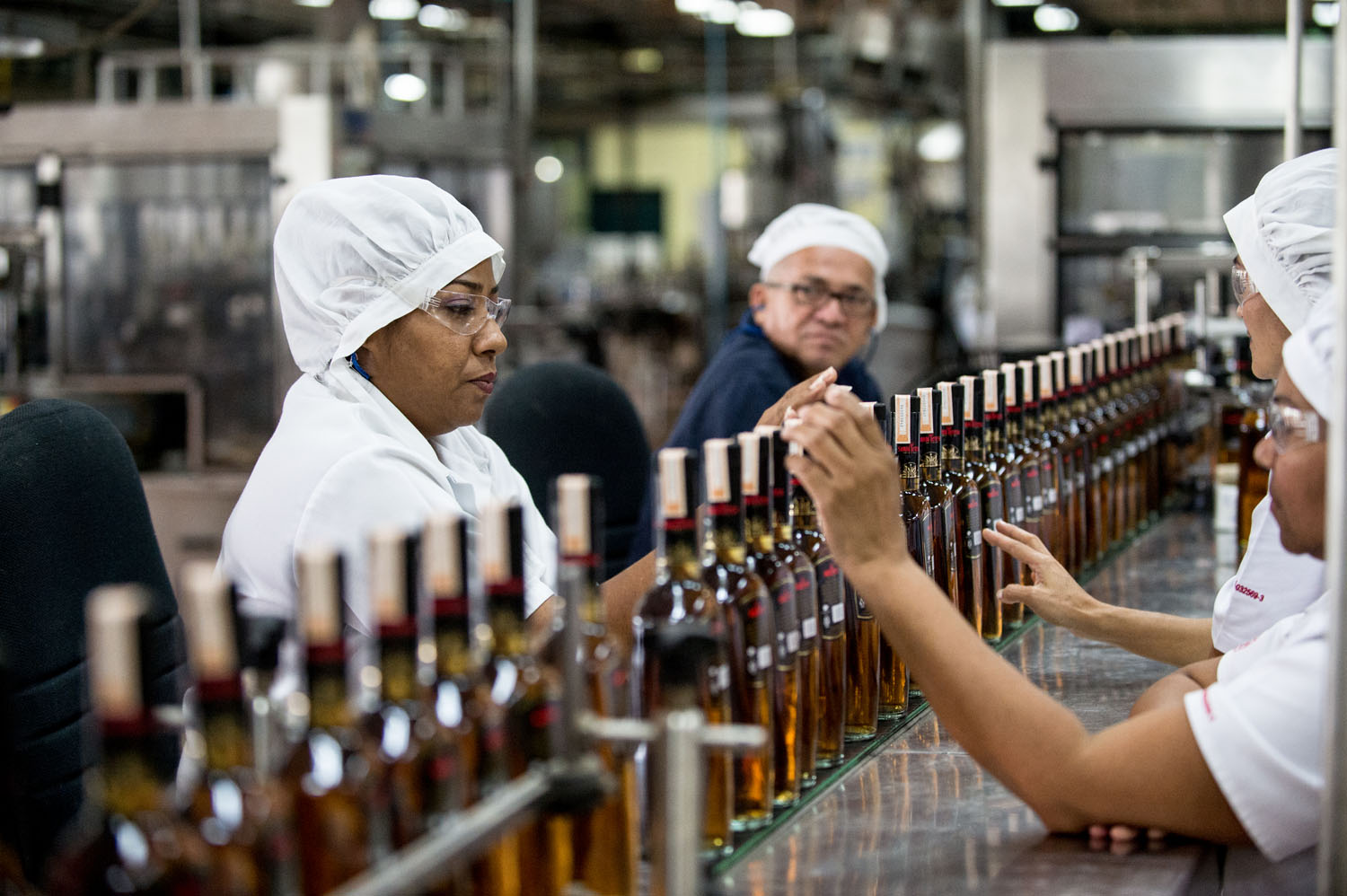
Ron Santa Teresa, presidido por Alberto Vollmer

Ron Santa Teresa es una marca productora de ron de Venezuela. Es la primera de Venezuela, con más de 200 años de tradición en la fabricación de rones añejos. Actualmente presidida por el empresario venezolano Alberto Vollmer De Marcellus, quien pertenece a la quinta generación de la familia dedicada a la producción de rones en Venezuela.
La marca Ron Santa Teresa es conocida por sus productos, sus proyectos sociales a través de la Fundación Santa Teresa (Proyecto Alcatraz, Rugby Santa Teresa y Proyecto Casas Blancas). La sede de la empresa se encuentra en la Hacienda Santa Teresa, fundada en 1796 por el Conde Martín Tovar Ponte, donde en la actualidad existe un complejo agroindustrial, turístico y deportivo.

## Historia
En 1796, el Conde Tovar funda en los Valles de Aragua la Hacienda Santa Teresa y decide, a partir de la caña de azúcar y con un alambique artesanal, destilar aguardiente para compartirlo con los amigos que lo visitaban. 

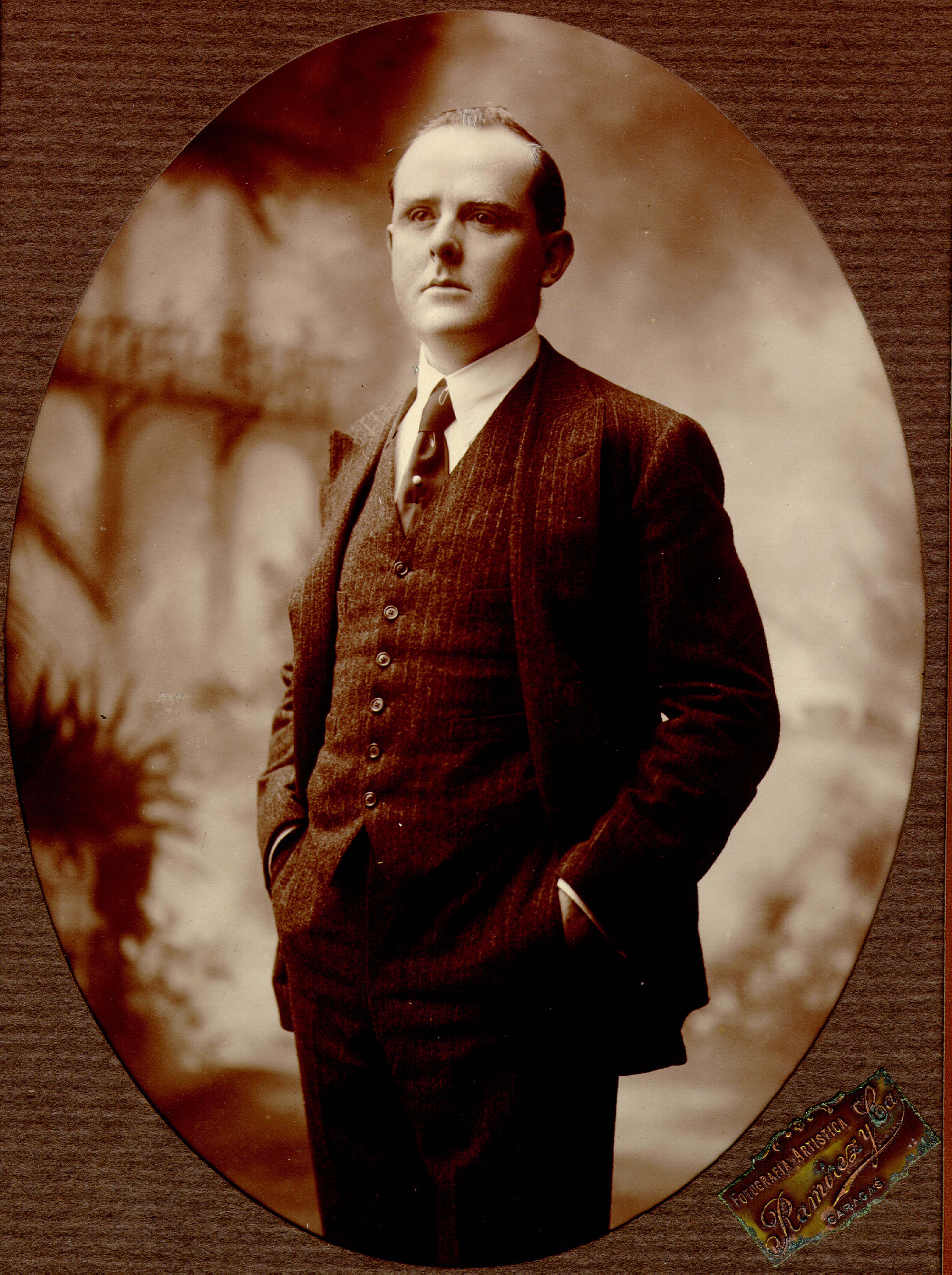
Alberto F. Vollmer Boulton

Más tarde, en 1814, en plena Guerra de Independencia, el general realista José Tomás Boves pasó por esas tierras, camino hacia Caracas, arrasando todo a su paso. En medio de la estampida, uno de sus soldados raptó a una niña de 8 años, pero Juana, una antigua esclava, lo abordó para ofrecerle 7 pesos macuquinos a cambio de la pequeña. Por suerte, el oficial aceptó la venta sin saber que aquella niña era Francisca «Panchita» Ribas y Palacios, perseguida por ser sobrina del General en Jefe del Ejército Patriota, José Félix Ribas y de María de la Concepción Palacios y Blanco, prima del Libertador, Simón Bolívar y a la vez; nieta de Feliciano Palacios y Sojo.
La mujer, que había sido liberada por la familia Ribas, llevó a la niña a la Hacienda Sabana Larga, en Cagua, donde se refugió hasta el fin de la guerra, en 1821, cuando Panchita regresó a las tierras de sus parientes para descubrir que estaban devastadas y que era la única sobreviviente de la familia Ribas.

Francisca «Panchita» Ribas y Palacios y su esposo, Gustav Julius Vollmer.

La Guerra de Independencia se acaba en 1830 y Panchita Ribas se casa con Gustav Julius Vollmer Bössenberg, un alemán que había llegado desde Hamburgo en 1826, en busca de oportunidades de negocios en Venezuela. Con esfuerzo y sacrificio, el matrimonio logra rescatar las tierras de los Ribas en Aragua. Fue el hijo de ambos, Gustavo Julio Vollmer Ribas, quien junto a su esposa; Ana Gertrudis Boulton (perteneciente a la Familia Boulton), en 1885, compró la Hacienda Santa Teresa, en donde hizo instalar un alambique de cobre traído desde Colonia (Alemania), para iniciar la fabricación y venta del ron a una escala mayor de lo que hasta entonces se había hecho en la Hacienda.  En 1909, registró como Ron Santa Teresa, la primera marca de ron del país.

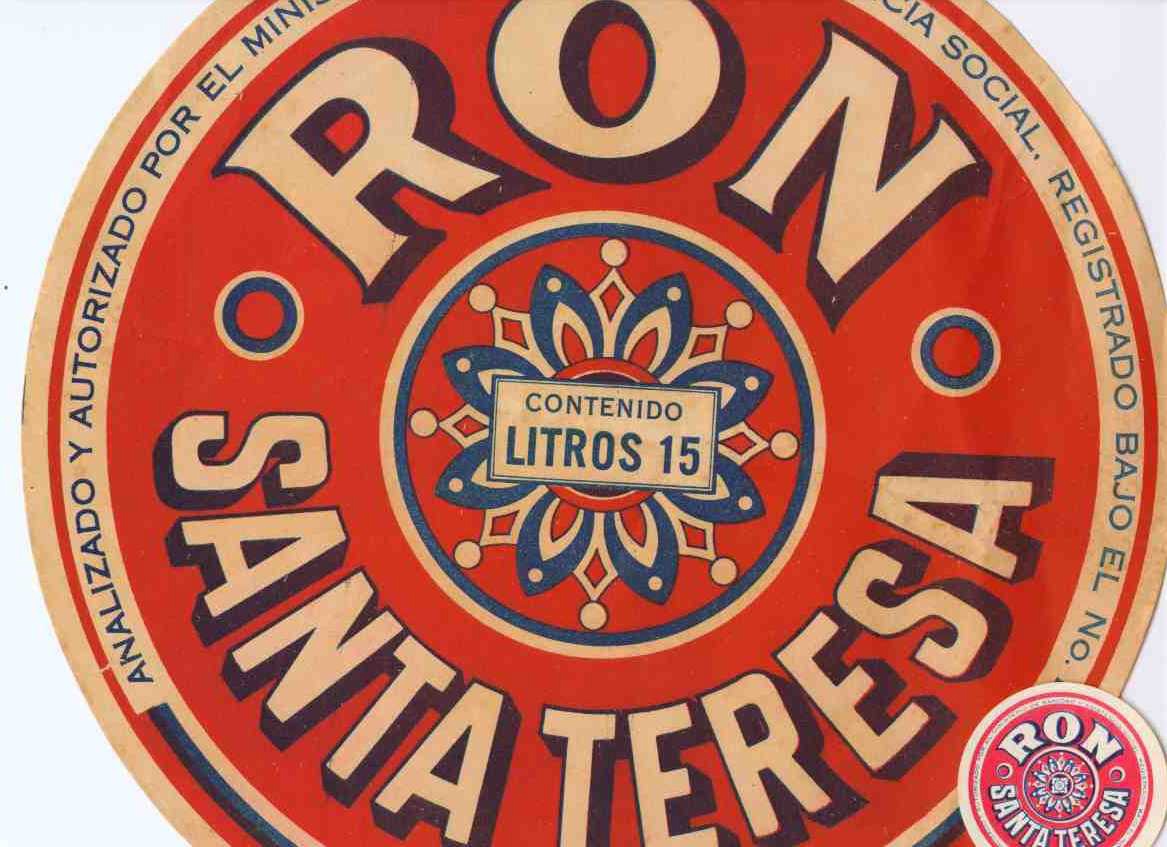
De la familia de Alberto Vollmer- Primera etiqueta de Ron Santa Teresa, registrado en 1909 como la primera marca de Ron de Venezuela.

En el inicio del siglo XX, las riendas de la propiedad y del negocio pasaron a manos de su hijo, Alberto Fernando Vollmer Boulton;  de la tercera generación de la familia, quien inició la producción de ron a gran escala hasta convertir a Santa Teresa en el ron líder de Venezuela.
A partir de 1947, los hermanos Alberto y Gustavo Vollmer Herrera (hijos de Alberto Vollmer Boulton y Luisa Herrera), integrantes de la cuarta generación, emprendieron la modernización de la empresa, instalando la destilería más avanzada de América Latina y lanzando al mercado nuevas marcas, como la emblemática Santa Teresa Gran Reserva.
Tiempo después, en 1983, le tocó a Alberto Vollmer Herrera enfrentar las consecuencias de una crisis financiera sin precedentes que llevó a la quiebra a gran parte del sector privado nacional. El desafío fue asumido con dos estrategias clave: el relanzamiento del ron estándar líder del mercado, Santa Teresa Gran Reserva, y la presentación del primer ron premium del país, Santa Teresa Selecto, que rápidamente se convirtió en el cuarto ron más vendido del mundo en su categoría.
Animado por los logros obtenidos, y para conmemorar el bicentenario de la Hacienda Santa Teresa, Alberto Vollmer Herrera tomó la decisión de fabricar el primer ron súper premium del mundo. Es así como en 1996 salió al mercado Santa Teresa 1796, el primer ron elaborado totalmente mediante el tradicional método de solera, reservado hasta entonces para la producción de brandy y jerez. El resultado fue un ron suave, seco y balanceado, que desde su lanzamiento se ganó el reconocimiento del público y los premios internacionales más prestigiosos.
El siguiente reto de Santa Teresa apareció con la llegada del presente siglo, cuando una nueva e inminente amenaza de quiebra fue encarada con éxito, bajo el liderazgo de los hermanos Alberto y Henrique Vollmer De Marcellus (hijos de Alberto Vollmer Herrera y Christine De Marcellus), miembros de la quinta generación de la familia y bajo cuya batuta la empresa adoptó responsabilidades sociales que hoy forman parte de sus valores corporativos más preciados.

## Productos

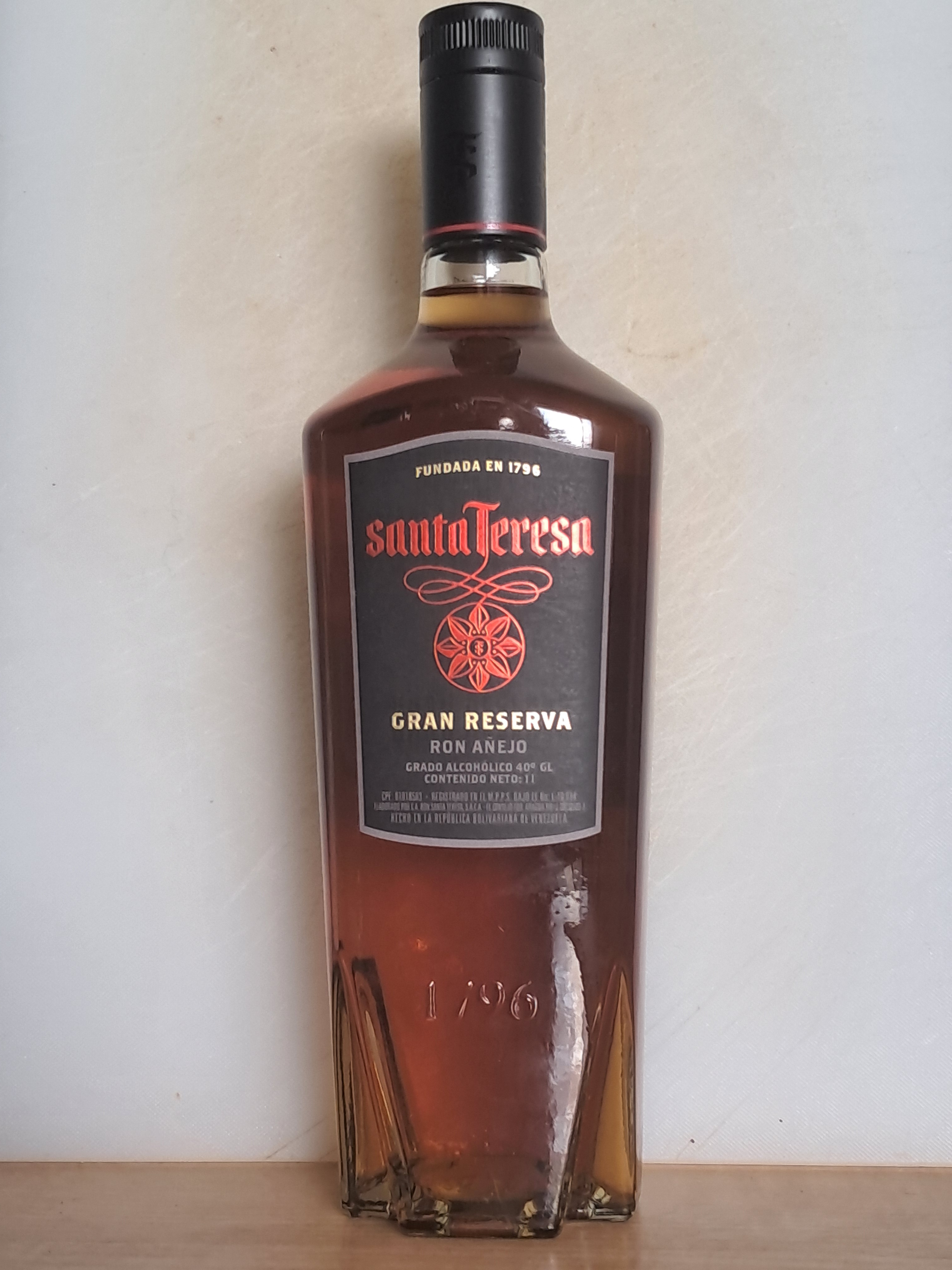
GRAN RESERVA: variedad tradicional de Ron Santa Teresa

Para 1955 al momento de inaugurarse la C.A. Ron Santa Teresa se presentan al mercado con tres productos: Carta Roja, Carta Blanca y Popular, pero el éxito contundente de la empresa lleva al lanzamiento en 1958 de Gran Reserva el cual se convertiría en el producto emblema de Santa Teresa. Entre 1965 y 1968 presentan Carta de Oro, Senador Plata y Senador Oro. En 1969 comercializan Colonial y luego en 1974 presentan Superior, otro de los productos más reconocidos de la marca. Este último producto en realidad se trata de una bebida espirituosa seca con apenas un 39% de ron añejo por volumen. 
En 1983 lanzan un producto dirigido al segmento de mayor poder adquisitivo, el Selecto Ron Extra Añejo, el cual logró posicionarse dentro del segmento premium. Los buenos resultados de la empresa en ese sector hicieron que se lanzara en 1986 otro producto para esta categoría, el Selecto Bicentenario.
A inicios de la década de los noventa, la crisis política y económica venezolana (unido ello a la expansión en el mercado venezolano de los productos alcohólicos importados, principalmente el whisky) hacen que se inicie una nueva etapa en la empresa. Así en 1996 lanzan Ron Súper Premium Santa Teresa 1796, luego en 1997 un licor de ron y naranja llamado Rhum Orange, con la intención de diversificar el mercado. A mediados de 2000 deciden reemplazar Carta Blanca por Santa Teresa Blanco y un año después comercializan Arakú, un licor de ron y café. En 2002 lanzan Bodega Privada.
Sus principales competidores en el mercado venezolano son Cacique, Pampero y Diplomático. Desde 2005 comienza el proceso de internacionalización de la marca.

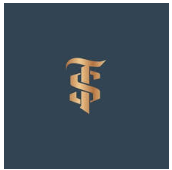
Logo de botellas de Ron Santa Teresa

El ron Santa Teresa 1796, fue distinguido  con entre los 100 de los mejores spirits del mundo por la publicación Wine Enthusiast Magazine, en la categoría de rones añejos, obtuvo el primer lugar en el importante concurso, Los Angeles International Spirits Competition, y medalla de doble de oro en el Congreso Internacional del Ron Madrid.
En el 2019 Ron Santa Teresa 1796 reveló su nueva imagen con una botella de cristal que destaca al fondo la emblemática Cruz de Aragua y el nuevo logo de la Hacienda Santa Teresa, la roseta emblemática de la marca con una línea de añejamiento más larga para representar los rones de hasta 35 años y un sello de cera colocado artesanalmente y que convierte a cada botella en pieza única.

## Proyecto Alcatraz Rugby
Es un programa de reinserción social para jóvenes con problemas de conducta que ha logrado desarticular diez bandas delictivas sin el uso de la violencia. Su historia comenzó  en 2003 tras un asalto a la compañía donde casi matan a un guarda de seguridad. Se capturó a uno de ellos y le propusieron trabajar tres meses en la empresa para pagar su pena. Después capturaron a otro de ellos y el trato fue el mismo, así hasta 22 miembros de la misma banda. Se les enseñó a leer y a escribir. Aunque en principio la idea era solo que trabajaran en la Hacienda, luego a Vollmer (dueño de la hacienda) se le ocurrió inculcarle valores a estos chicos a través del rugby y así fue como nació este proyecto que ya ha acumulado un total de 200 jóvenes participantes. Actualmente, se ha expandido y ahora tienen un programa de rugby escolar y otro comunitario, dando un total de 2 mil chicos que entrenan rugby en esta hacienda y así se alejan de la delincuencia.